# Дом Народне скупштине Републике Србије
Дом Народне скупштине Републике Србије је објекат на тргу Николе Пашића у Београду. Изворно позната под називом Народна скупштина Краљевине Југославије од 1936. до 1945. када је преименована у Савезну скупштину. Нов назив се одржао кроз времена постојања Социјалистичке Федеративне Републике Југославије и касније Савезне Републике Југославије. Након распада Државне заједнице Србије и Црне Горе, 23. јула 2006. године овај Дом постаје званично здање Народне скупштине Републике Србије.
Изградња парламента је трајала веома дуго, скоро 30 година. Камен темељац је 27. августа 1907. године положио краљ Србије Петар I Карађорђевић, али је градња прекинута избијањем Првог светског рата. Наставак радова није отпочео одмах након завршетка рата, па је зграда довршена тек 1936. године, а прво заседање Народне скупштине Краљевине Југославије у овој згради је одржано 21. октобра 1936. године. Зграду парламента је пројектовао архитекта Јован Илкић, који је преминуо 1917. године, не дочекавши завршетак изградње.
Одлуком Скупштине града Београда из 1984. године Дом народне скупштине је проглашен за споменик културе.

## Положај
Дом Народне скупштине је једно од монументалних здање у Београду и налази се на простору омеђеном — тргом Николе Пашића, с предње стране и улицама Косовском, Таковском и Влајковићевом, с задње и бочних страна. Простор на коме се налази здање заузима око пола хектара и покривено је зеленилом, а у делу до Влајковићеве улице се налази мали парк. У непосредној близини Дома се налазе значајне државне институције — Нови двор (Председништво Републике) и Стари двор (Скупштина града Београда), зграда Историјског музеја Србије, здање Главне Поште и Пионирски парк. Заједно са овим здањима Дом Народне скупштине чини јединствену архитектонско-функционалну целину.
Простор на коме се данас налази Дом Народне скупштине у време почетка изградње, 1907. године је био зарастао у коров и шевар, а у првој половини 19. века овде се налазила једна од најлепших турских џамија у Београду. Она је била сазидана од тесаног камена, али је њена градња била напуштена и дуго је стајала тако недовршена па је прозвана Батал џамија. Њен назив потиче од турске речи батал што значи — порушена, запуштена. Поред џамије је пролазио Цариградски друм, који се пружао данашњом трасом Булевара краља Александра. На пољани у близини џамије, а на месту данашњег Дома народне скупштине, 1830. године је одржана Велика народна скупштина Србије на којој је прочитан хатишериф турског султана Махмуда II о правима Срба и султанов берат којим се кнезу Милошу Обреновићу потврђује право наследног кнеза. Након одласка Турака из Србије, 1867. године, Батал џамија је била срушена, али је читав крај још дуго времена носио назив по њој.

## Историјат

### Идеја о изградњи
Стара зграда Народне скупштине, налазила се на месту данашњег биоскопа „Одеон“, на углу улица Краљице Наталије и Кнеза Милоша. Ово је била скромна грађевина и стицањем државне самосталности, а потом и проглашењем Краљевине Србије, 1882. године, изглед ове зграде је постао недостојан парламента суверене државе. Тада се јавила потреба за изградњом нове зграде Скупштине па је за њену локацију одабран простор марвене пијаце код некадашње Батал џамије. Тих година, овај простор се налазио на самој граници изграђеног дела београдске вароши.
Године 1892. Министарство грађевина Краљевине Србије је израду пројекта нове Скупштине поверило архитекти Константину Јовановићу, који је пре тога пројектовао зграду Народне банке, као и друге јавне грађевине. Због политичких превирања, као и материјалних разлога, градња објекта је била одложена за неколико година. Пошто је доношењем новог Устава из 1901. године Народна скупштина постала дводомни парламент био је потребан нови здања, које је под једним кровом требало да обједини Народну скупштину, Сенат и Државни савет, као и заједничке просторије, кабинете и одговарајући број канцеларија. Због тога је исте године Министарство грађевина расписало нови конкурс за пројекат „Дома народног представништва”. На овом конкурсу победио је београдски архитекта Јован Илкић, чији се пројекат у великој мери ослањао на Јовановићеве идејне нацрте из 1892. године. Због сличности два пројеката, био је изложен критици јавности, која је постављала питање оригиналности ауторства и предлагала расписивање новог конкурса који би предвиђао изградњу скупштинске зграде у националном стилу.

### Изградња
Династичка смена 1903. године и доношење новог Устава, којим је Народна скупштина поново постала једнодомна, нису утицали на измене пројекта који је израдио Јован Илкић. Ипак одређени политички проблеми, попут Царинског рата одложили су почетак градње, која је почела тек 1907. године. Полагање камена темељца одржано је 27. августа (9. септембра) 1907. године, у присуству краља Петра I Карађорђевића и престолонаследника Ђорђа, народних посланика и дипломатског кора. Повеља која је том приликом узидана у темеље садржала је имена краља, митрополита, и главног архитекте Јована Илкића.
Извођење радова поверено је београдском предузимачу Васи Тешићу. Градња је текла веома споро, па је до 1910. године изграђен само сутерен зграде. Бурни историјски догађаји, утицали су на то да до завршетка Првог светског рата, 1918. године здање буде изграђено само до нивоа првог спрата. Након завршетка рата и формирања Краљевине Срба, Хрвата и Словенаца одлучено је да радови буду обновљени. Због смрти архитекте Илкића, руковођење радовима, који су се тицали не само измена већ и рестаурације изгубљених нацрта, поверено је његовом сину архитекти Павлу Илкићу. Према обновљеним пројектима, изградња је настављена 1920. године. Најпре су морали да се обнове завршени делови, који су пропали, јер нису били заштићени у току четири ратне године. Било је потребно проширити свечану дворану и дворану за седнице, јер је КСХС имала више посланика од Србије. У новембру 1923. је јављено да је "нова скупштина под кровом", тј. да је подигнуто "мало кубе над великим средњим кубетом", на коме су затим истакнути државна застава и "уобичајена зелена грана".
Обновљена градња Дома Народне скупштине ишла је такође споро и трајала је до 1926. године када је потпуно обустављена. Као један од разлога споре градње, као и прекида радње, неки наводе страх краља Александра Карађорђевића да је здање уклето и да ће он по његовом завршетку страдати. Неки од савременика причу и „уклетом здању” су поткрепљивали причом да је градња почета на погрешном месту — јер се према народном обичају кућа не зида на раскрсници путева, а такође на простору где се налази Скупштина некада налазила једна од три римске некрополе. Ови последњи наводи потврђени су 1993. године, када су приликом копања топловода за зграду Скупштине пронађени делови некрополе са 13 гробова, који припадају времену из друге половине другог века пре нове ере. С обзиром да је 6. јануара 1929. године краљ Александар завео Шестојануарску диктатуру и распустио парламент, потребе за изградњом парламента је било све мање.
Трећа фазе извођења Скупштине уследила је након смрти краља Александра, 1934. године, од пролећа 1935. Извођач радова тада је постало Архитектонско одељење Министарства грађевина, а главни пројектант овог Одељења био је руски архитекта Никола Краснов. Он је био руски емигрант, који је током свог тридесетогодишњег искуства титулу „архитекте Руског царског двора“, а потом и „академика архитектуре“. Посебан допринос репрезентативности Краснов је дао пројектом ентеријера са свим детаљима. За мање од две године изградња је била приведена крају и Палата Народне скупштине је свечано освећена 18. октобра 1936. године у присуству краља Петра II Карађорђевића. Сутрадан је одржана и прва седница у новом здању, и то последња седница старог сазива. Два дана касније, 21. октобра 1936. године, одржана је у прва седница Народне скупштине Краљевине Југославије уз присуство свих чланова тадашње Владе Милана Стојадиновића.

### Рад парламента
Рад парламента у новом здању Скупштине није потрајао дуго — свега три године, јер је септембра 1939. године, након склапања споразума Цветковић—Мачек, Народна скупштина Краљевине Југославије била распуштена. У исто време у Европи је избио Други светски рат, а ратни пожар је априла 1941. године захватио и Краљевину Југославију. Дом Народне скупштине је готово неоштећен преживео немачко бомбардовање 6. априла 1941. године. А одмах по окупацији Београда, у ово здање се уселила цивилна окупациона управа за Србију. Зграда Скупштине је остала неоштећена током савезничког бомбардовања априла 1944, као и током борби за ослобођење Београда, октобра 1944. године. Убрзо после ослобођења Београда, у Дому Народне скупштине је 19. новембра 1944. године одржана седница Председништва Антифашистичког већа народног ослобођења Југославије (АВНОЈ), на којој је донета одлука да се маршал Југославије Јосип Броз Тито одликује Орденом народног хероја.
Након Другог светског рата, Дом Народне скупштине је постао место збивања многих историјских догађаја. Овде је након споразума Тито—Шубашић, 7. марта 1945. године проглашена Демократска Федеративна Југославија, а од 7. до 10. августа 1945. је одржано Треће заседање АВНОЈ-а на коме је АВНОЈ прерастао у Привремену народну скупштину, у коју је ушао и део народних посланика, изабраних на изборима 1938. године. Након избора за Уставотворну скупштину, одржаних 11. новембра 1945. године, овде је на другу годишњицу заседања АВНОЈ-а у Јајцу, 29. новембра 1945. донета „Декларација о проглашењу Републике”, којом је успостављена Федеративна Народна Република Југославија (ФНРЈ). Два месеца касније, 31. јануара 1946. године овде је проглашен и први Устав ФНРЈ, према коме је Народна скупштина ФНРЈ имала два дома — Савезно веће и Веће народа.
Један од свакако најзначајнијих догађаја одржаних у Дому Народне скупштине била Прва конференција Покрета несврстаних, одржана од 1. до 6. септембра 1961. године. На овој Конференцији учествовале су делегације 25 земаља учесница, три земље посматрача и 24 представника ослободилачких покрета из свих делова света. Најважнији документ усвојен на овој Конференцији била је „Београдска деклерација” у којој су изнесени — ставови учесника о суштинским проблемима света, закључци о одређеним отвореним питањима и предлози за њихово решавање. Са ове Конференције су била упућена и посебна писма председнику САД Џону Кенедију и премијеру СССР Никити Хрушчову, у којим су позвани да обнове преговоре како би се отклонила ратна опасност.
Две касније, у Дому Народне скупштине је од 12. до 20. септембра 1963. године одржана 52. конференција Интерпарламентарне уније на којој је учествовало 440 делегата из 58 земаља. На Конференцији је донета „Резолуција о очувању мира”, којом су позване све националне групе Интерпарламентарне уније да утичу на своје парламенте и владе да раде на јачању Уједињених нација, како би оне постале што ефикаснији инструмент за решавање међународних проблема. Априла исте године у Народна скупштина ФНРЈ је усвојила нови Устав којим је назив земље промењен у Социјалистичка Федеративна Република Југославија (СФРЈ). Овим Уставом промењена је и структура Савезне скупштине који је тада чинило пет већа — Савезно веће, Привредно веће, Просветно-културно веће, Социјално-здравствено веће и Организационо-политичко веће. Свако од ових већа је имало по 120 посланика, изузев Савезног већа које је имало 190 посланика. Овај Устав претрпео је одређене промене током 1967. и 1968. године, па је након тога Савезну скупштину чинило — Веће народа, Привредно веће, Просветно-културно веће, Социјално-здравствено веће и Друштвено-политичко веће. Свако од ових већа имало је по 120 посланика, изузев Већа народа које је имало 140 посланика.
Веће народа Савезне скупштине 21. фебруара 1974. године усвојило је нови Устав, према коме је Скупштина СФРЈ имала два већа — Савезно веће и Веће република и покрајина. Савезно веће је чинило 50 делегата — 30 делегата из самоуправних организација и друштвено-политичких организација из сваке републике и 20 делегата из сваке аутономне покрајине. Веће република и покрајина чинило је по 12 делегата из скупштина сваке републике и по 8 делегата из скупштине сваке аутономне покрајине. Годину дана касније, од 31. јануара до 6. фебруара 1975. године у Дому Народне скупштине је одржана Друга конференција Интерпарламентарне уније о европској сарадњи и сигурности, на којој је учествовало 25 европских земаља, као и представници САД и Канаде.
У периоду социјалистичке Југославије, у Дому Народне скупштине је одржано и неколико свечаних седница посвећених Јосипу Брозу Титу. Прва таква седница уприличена је 14. јануара 1953. године када је Тито изабран за првог председника Републике. Потом је 15. маја 1972. године одржана свечана седница Савезне скупштине на којој је Тито поводом 80-ог рођендана по други пут одликован Орденом народног хероја. Након доношења новог Устава, 16. маја 1974. године на свечаној седници Скупштине СФРЈ Јосип Броз Тито је изабран за председника Републике без ограничења трајања мандата, а на истој седници су именовани и чланови Председништва СФРЈ. Последња свечана седница Скупштине посвећена Тито била је 16. маја 1977. године када је Тито по трећи пут одликован Орденом народног хероја.
Такође, у социјалистичкој Југославији је постојала пракса церемонијалних сахрана истакнутих револуционара и државно-партијских функционера, које су биле праћене уз масовно присуство народа. Како би се што већем броју људи омогућило да истакнутом покојнику ода почаст били су организовани „мимоходи” током којих је ковчег с покојником био изложен у некој од државних институција. Такве државне сахране организоване су и у Дому народе скупштине, а једна од првих је била сахрана Моше Пијаде, 1957. године, који је био председник Савезне скупштине. Ковчег с његовим телом је 18. марта 1957. године, непосредно пре сахране био изложен у холу Савезне скупштине. Након тога, у Дому Народне скупштине су били изложени посмртни остаци — председник Савезне скупштине Милентија Поповића, 10. маја 1971. године; револуционара Вељка Влаховић, 8. марта 1975. године и председника СИВ-а Џемала Биједића, 20. јануара 1977. године. Највећа државна сахрана била је сахрана Јосипа Броза Тита, када је ковчег с његовим телом од 5. до 8. маја 1980. године био изложен у холу Дома Народне скупштине. У овом периоду, бројни грађани и домаће и стране делегације су му у мимоходу одале почаст.

## Архитектура
Скупштинско здање је осмишљено и изведено као монументални, репрезентативни објекат, уз строго поштовање академских принципа. Строго поштовање академских принципа за време пројектовања објекта, представљало је најприкладније решење палате таквог типа, програма и намене. Средишњим ризалитом објекта доминира портик са троугаоним тимпаноном, ослоњеним на велике стубове, које надвисује купола с лантерном. Изгледи здања су решавани са рустичном обрадом сутерена рипањским зеленим каменом, обликом прозора и пиластера који се протежу кроз две средишње етаже и завршавају кровним венцем са балустрадом – указујући на неоренесансне и необарокне узоре који су коришћени за решења изгледа палате овакве врсте. Целокупна хералдичка декорација предвиђена изворним пројектом, као и скулптурална пластика није изведена. Једини реализовани пластични украс представљају медаљони са представом Атене и ликовима Перикла, Демостена и Цицерона на бочним ризалитима, рад вајара Ђорђа Јовановића. Вајарска декорација над порталима у виду скулптуре анђела са бакљом и маслиновом граном урађена је према идеји Петра Палавичинија.
Саставни део амбијенталног уређења грађевине представљала је и декоративна ограда са стилским канделабрима, постављена 1936-37. године према Красновљевом пројекту. Део ограде представљале су и четири стражаре са стилизованим фењерима. Ограда се на овом месту налазила до 1956. године, када је демонтирана и уклоњена приликом уређења Трга Маркса и Енгелса (данас Трг Николе Пашића). Део ограде је био у Северној Македонији одакле је 2021. враћен у Београд.
Уз монументални степенишни прилаз, јуна/јула 1939. године постављена је скулптурална група „Играли се коњи врани“, рад вајара Томе Росандића.
Програм унутрашњег уређења скупштинске зграде подразумевао је посебно опремање простора, Велике и Мале сале, дворане за седнице и кабинета званичника. Свечаном утиску централног вестибила надвишеног куполом, поред полихромно обрађених зидова са стубовима, пиластерима, нишама и лођама, доприноси и посебно декоративно обрађени мермерни под. Хералдичким симболима и скулптурама владара овом простору дат је и снажан симболички карактер. Велики хол, односно „сала за разговоре“, представља централни скупштински простор, који је украшена богатом штуко декорацијом и намештајем у дуборезу. Велика скупштинска сала, смештена у десном крилу зграде, пројектована је првобитно за 200, а потом, након измена пројекта, за 400 особа. У супротном, левом крилу зграде, пројектована је Мала сала намењена раду Сената. У обе сале, као и у Сали Министарског савета, зидови су обложени штуко декорацијом, док је целокупна опрема изведен од ораховине. Комуникација између приземља и простора спрата остварена је са два симетрично постављена степеништа од белог мермера, чије је украшавање решено бронзаним статуама, персонификацијама Правде и Просвете као и грбовима Краљевине. У ентеријеру спрата посебно се издвајају простори намењени за администрацију, финансијском одбору и библиотеци што је један од најлепших простора Скупштине. Красновљеви нацрти намештаја у стилском погледу одражавају укус београдског грађанског духа тог времена. Зидове Скупштине краси и двадесет фресака, које су током 1937. године урадили истакнути југословенски уметници декоративног фреско сликарства. Од скулптура, ту су алегорија поморства и рибарства, рад Пере Палавичинија, постављена октобра 1937; Цар Душан, рад Драгутина Филиповића, исклесан новембра 1937. итд.
Изградња Дома подстакла је процес европеизације и еманципације српске архитектонске културе, приближавајући је најсавременијим светским токовима у области монументалне архитектуре. Поред континуитета намене којој служи од подизања до данас, Дом Народне скупштине издваја се и као сведочанство најзначајнијих догађања политичког живота у српској историји. Због својих архитектонских, историјских, културних и уметничких вредности, Дом Народне скупштине утврђен је за споменик културе 1984. године.

## Галерија

### Спољашњост Дома Народне скупштине
- Дом Народне скупштине улаз
- Дом Народне скупштине споља
- Дом Народне скупштине, са Палатом Главне поште и Црквом Св. Марка у позадини
- Дом Народне скупштине Републике Србије сликан ноћу

### Унутрашњост Дома Народне скупштине
- Велика сала, место заседања Народне Скупштине Републике Србије и бивше место заседања Народне Скупштине Краљевине Југославије и Већа Народа СФРЈ и СРЈ.
- Мала сала, бивше место заседања Сената Краљевине Југославије и Већа Република СФРЈ и СРЈ
- Детаљ ентеријера
- Хол Народне скупштине